# Китайські обладунки

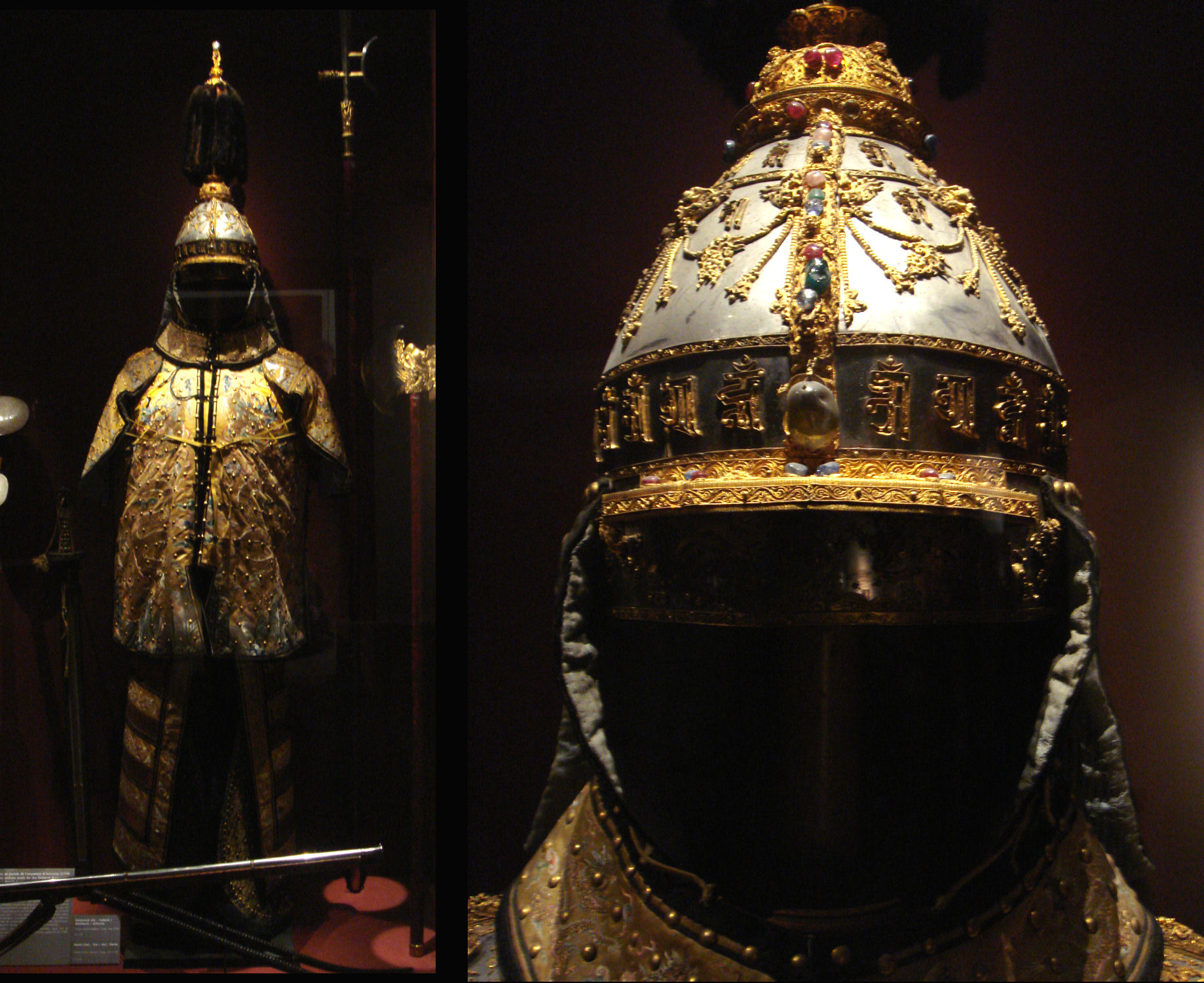
Церемоніальна військова форма імператора Хунлі (1735-1796 рр.), Музей армії, Париж

Китайські обладунки — загальна назва засобів індивідуального захисту (обладунки) військовослужбовців Китайської імперії, різних династій.
Китай має довгу історію розвитку броні та зброї. В Китаї було багато різновидів броні, але самими поширеними стали ламелярні, лускаті і бригантина.

## Древня броня: Від династії Шан до династії Хань

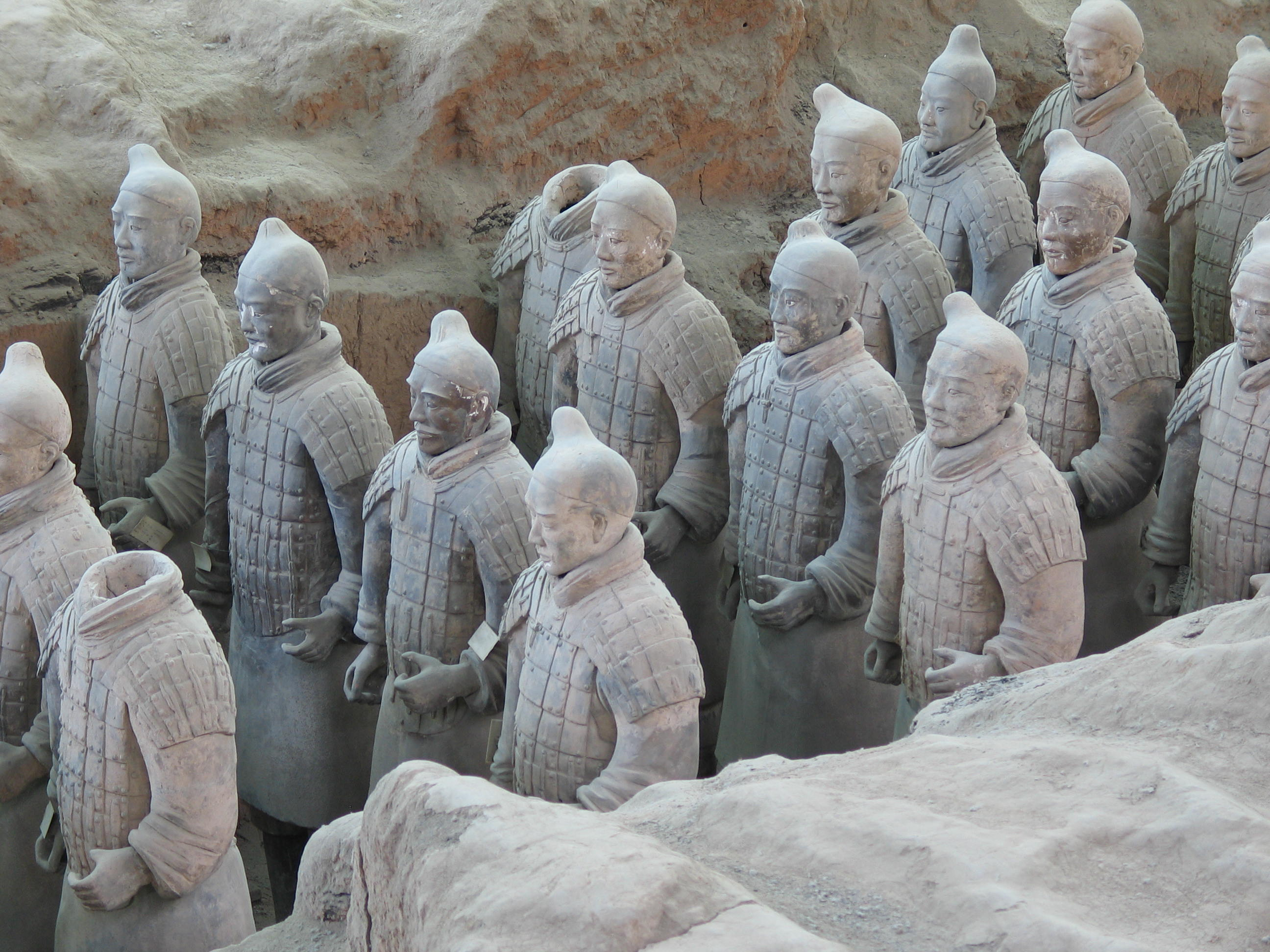
Статуї солдатів Теракотової армії, династії Цінь, 210 рік до н. е.

Спочатку броня була виключно для дворян. Пізніше з'явилися бронзові і шкіряні обладунки, з'явилися прості цілісні нагрудники, пластинчасті кіраси. Більшість з них були дуже складними і прикрашеними, і часто були дуже важкими. Більшість дворян боролися на бойових колісницях, тому вага броні не була основним фактором в їх створенні.
Після падіння династії Шан, династія Чжоу використовувала багато типів зброї і броні з династії Шан. Проте, династія Чжоу мала багато своїх типів броні. Одним з типом був gé jiǎ (革 甲), дослівно «шкіряний панцир». При створенні використовувалася шкура носорога і буйвола. Через зникнення носорогів в регіоні, найбільш поширеним матеріалом став буйвол. Інший тип броні, використовуваної в період династії Чжоу, буда вей-цзя, зроблена з відвареної шкіри з тканинної підкладкою. Часто використовувався червоний лак для формування захисного шару для більшості броні, використовуваної при династії Чжоу.

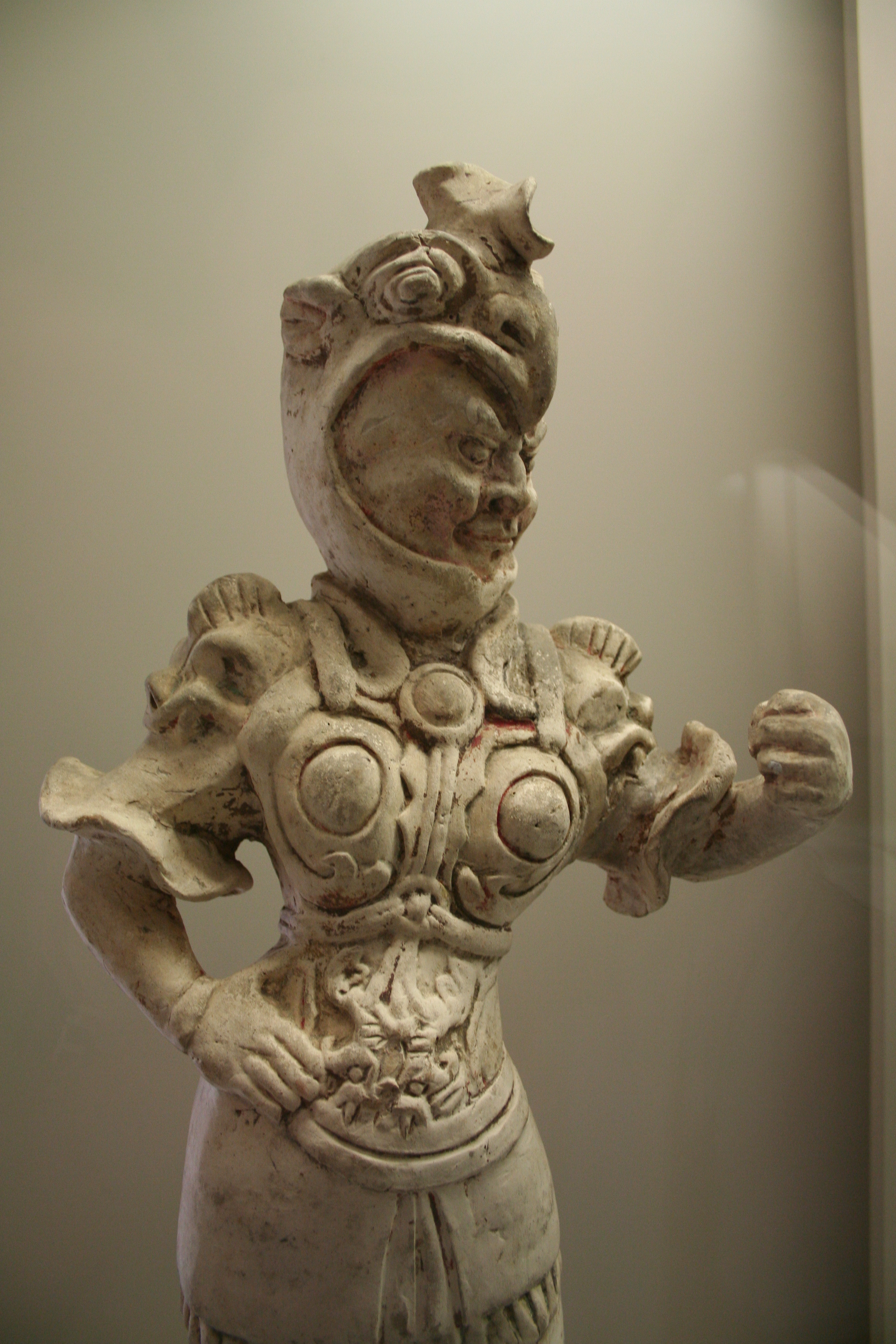
Гробниця (wushi yong), теракота, династії Тан, початок 8-го століття

Колісниці широко використовувалися в період Чуньцю. Колісниці в основному використовувалися як ударна зброя та платформа для лучників. Оскільки колісниця була обмежена рівною місцевістю, вони могли бути переможені при битві з добре організованою піхотою. У колісниці династії Шан часто запрягали двох коней. При династії Чжоу вже запрягали до чотирьох коней.

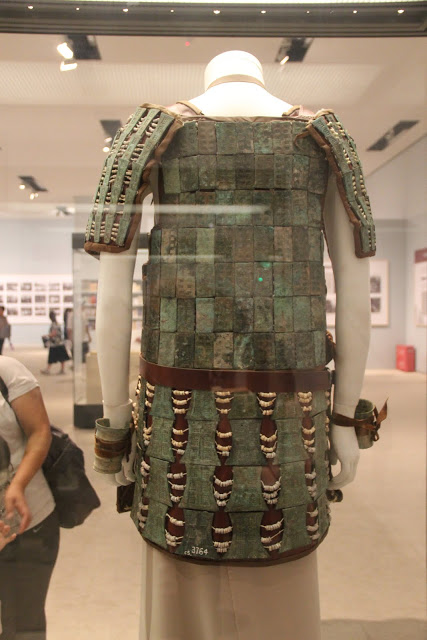
Парадний бронзовий обладунок династії Хан

Колісниці династії Чжоу були захищені шкірою, а іноді з навісом, захищаючим екіпаж від несприятливих погодних умов, але вона, ймовірно, знімалася перед боєм. Колісниці були захищені бронею зі шкір тварин, самою популярною була шкіра тигра, хоча іноді коні носили ламеллярний бард зі шкіри, який захищав скрині і шиї коней. Використання колісниці скоротилося під час періоду Воюючих царств, ймовірно, через введення арбалета і кавалерії.
Більшість держав періоду Воюючих царств мали великі армії, чисельність яких становила від 30 000 до 100 000 чоловік. З технологіями і ресурсами того часу неможливо було надати всім солдатам обладунки. Броня була найбільш поширена серед багатих або більш високопоставлених воїнів. У період Воюючих царств велика частина броні була зроблена зі шкіри або бронзи (іноді заліза) або їх комбінації. Метал, який використовувався найбільше для військових цілей, був бронза. Чавун почав з'являтися в V столітті до нашої ери, але не замінював бронзу до II століття до нашої ери.
Більшість піхотинців носили ламеллярний обладунок або пальто з пластин. Ламеллярний обладунок, який носили піхотинці, був зроблений із сотень невеликих перекриваються металевих і (або) шкіряних пластин, з'єднаних один з одним, щоб зробити гнучкий і легкий шар броні. Пальто з пластин складалося із сотень невеликих неперекриваючих металевих або шкіряних плит, зшитих або склеєних разом. Часто використовувалися шоломи, але шкіряні ковпаки, мабуть, були більш поширені для простої піхоти.
Протягом більшої частини періоду Воюючих царств багато частин легкої кавалерії служили стрільцями — таким чином, броня для кавалерії була рідкісною, оскільки вона не розглядалася як необхідна. Броня для більш важкої кінноти, як правило, була легша, ніж у піхоти. Кавалерійська броня зазвичай складалася цілком з шкіри і не мала захисту плечей. Однак в епоху пізнього періоду Воюючих царств і наступних династій кавалерійська броня поступово стає важчою і складнішою.

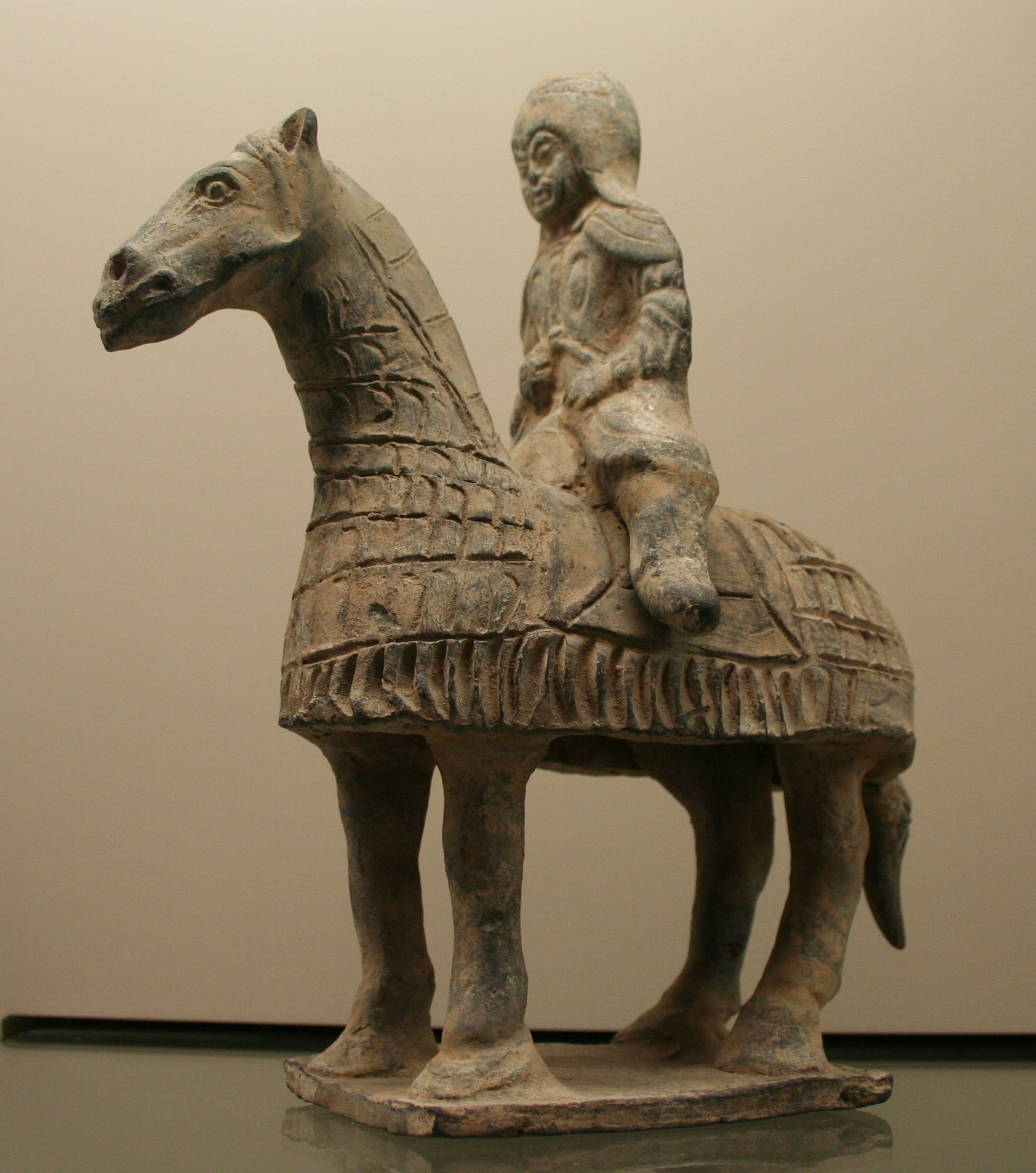
Вершник, теракота, Північна Вей, (386—534 рр.)

Велика кількість інформації про розвитку броні протягом цього періоду походить від теракотової армії з мавзолею Цінь Ши Хуан-ді, першого імператора династії Цінь. Деякі теракотові воїни не носили обладунків; передбачається, що більшість з них — призовники, які відіграють роль стрільців або допоміжних військ для колісниць. Вони озброєні арбалетами і зазвичай розташовуються перед фронтами. Через раннього використання арбалетної технології ці призовники можуть не потребувати обладунки для тісних бойових дій, натомість використовуючи більш мобільну тактику, подібну стрільбі з гвинтівок або мушкетів по рядах. Із знайдених таким чином теракотових воїнів, в 1 ямі є приблизно 61 відсоток солдатів, що носять броню, 2 ямі більше 90 відсотків, а в 3 ямі, що знаходиться в командному комплексі, 100 відсотків.
Сліди чорної фарби на обладунках статуй свідчать про те, що в період династії Цинь, можливо, використовували вкриті чорним лаком пластини, що утворюють шар ламелярної броні. Було виявлено багато різних стилів броні, але приклади обладунків з давнього Китаю рідкісні.

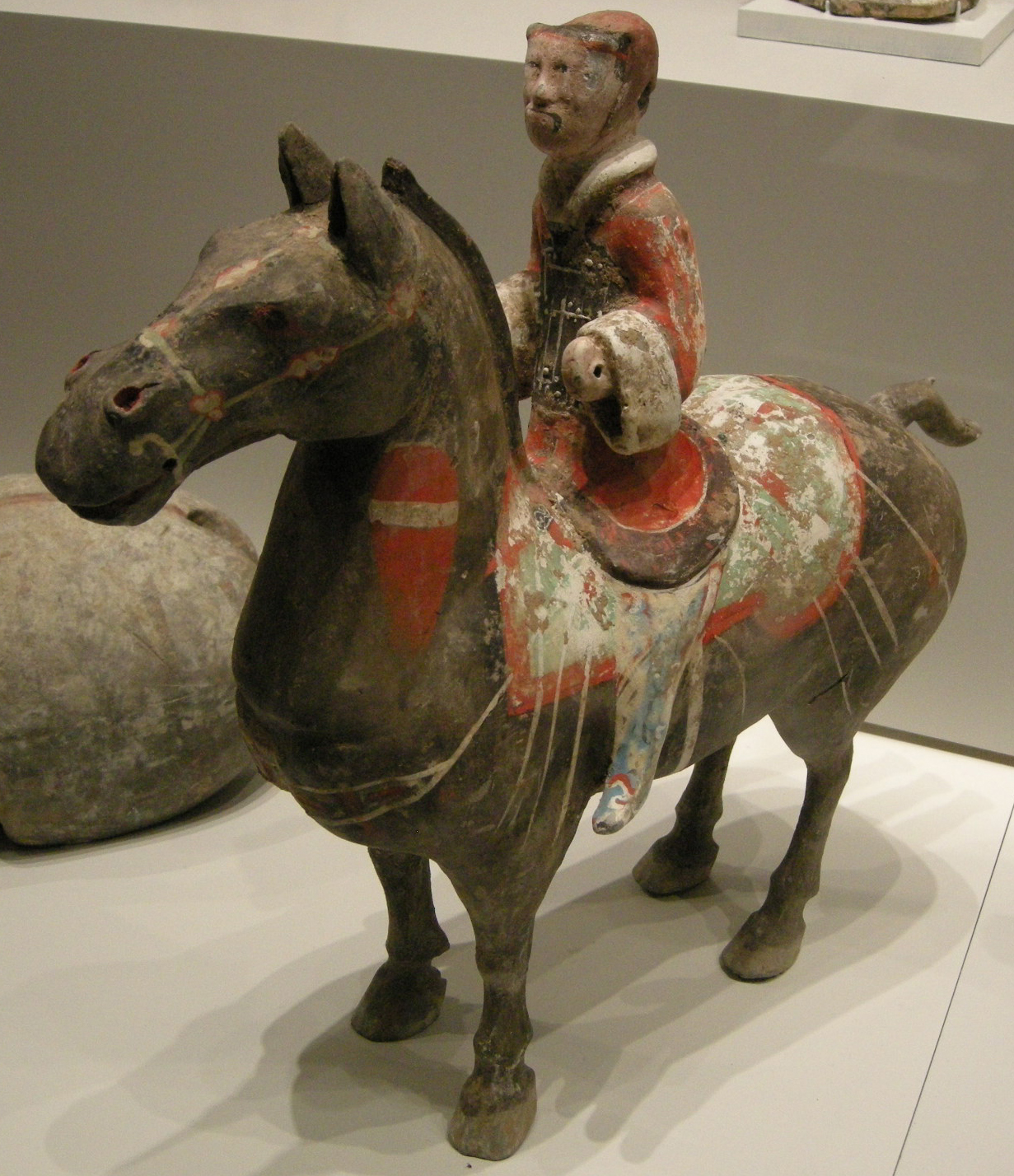
Династії Хань (202 р. до н.е. — 220 н. е.), пофарбована кераміка, кавалерист в броні

В часи династії Хань був створений новий стиль броні, такий як лати зі шкіри та (або) заліза. Протягом цього періоду найпоширеніший метал, який використовується в обладунках, був залізом, а іноді і сталлю. Ранні солдати Хан використовували броню і зброю, вироблені в епоху Цинь. Армія династії Хань мала обладунки, стандартизовані для задоволення потреб. Броня, використовувана в епоху династії Хань, включала пальто з пластин, 两 当 铠 (liang-tang або «дволика» броня); і ламеллярну броню з металу або шкіри, які були підвішені на плечах шнурами. Ця броня використовувалася як піхотою, так і кавалерією. Більш важкий і дорожчий варіант, що складається з металевих пластин, з'єднаних між собою, носили офіцери.
Щити використовувалися як піхотою, так і кавалерією. Зазвичай ці щити виготовлялися з дерева, і часто підкріплювалися металевим центром і ободом.
Обладунки для коней стали з'являтися до кінця династії Хань, але самі ранні обладунки, знайдені ще в 302 році. В епоху Трьохцарства повністю броньована кавалерія (броня, що покриває як наїзника, так і кінь) широко використовувалася як ударні війська. Ранні обладунки коні складалися з однієї пластини, але пізніше обладунки коней стали складатися з декількох частин: захист голови; шиї; грудної клітки; плечей; бічних частин; і підхвістника. Більшість кавалеристів були лучниками і іноді знімали захист своїх рук, щоби було легше стріляти з лука або арбалета.

## Середньовічні обладунки
У період династії Тан стали з'являтися обладунки типу гори (китайці: 山 文 铠; піньінь: shānwénkǎi), які були вдосконалені під час династії Сун. Цей тип броні був зроблений з безлічі маленьких шматків заліза або сталі в формі китайського символу для слова «гора» (山). Шматки з'єднувалися і приклеювалися до тканинної або шкіряної підкладки. Він повністю покривав тулуб, плечі і стегна, залишаючись при цьому зручним і досить гнучким, щоб забезпечити рухливість в бою. Окрім того, в цей час високопоставлені китайські офіцери використовували зерцало (китайський: 护 心 镜; pinyin: hùxīnjìng) для захисту важливих частин тіла, в той час як для інших частин тіла використовувалися тканинна, шкіряна, ламельна і (або) панцирна броня. Цей загальний дизайн був названий «яскравою бронею» (китайський: 明光 甲; pinyin: míngguāngjiǎ).

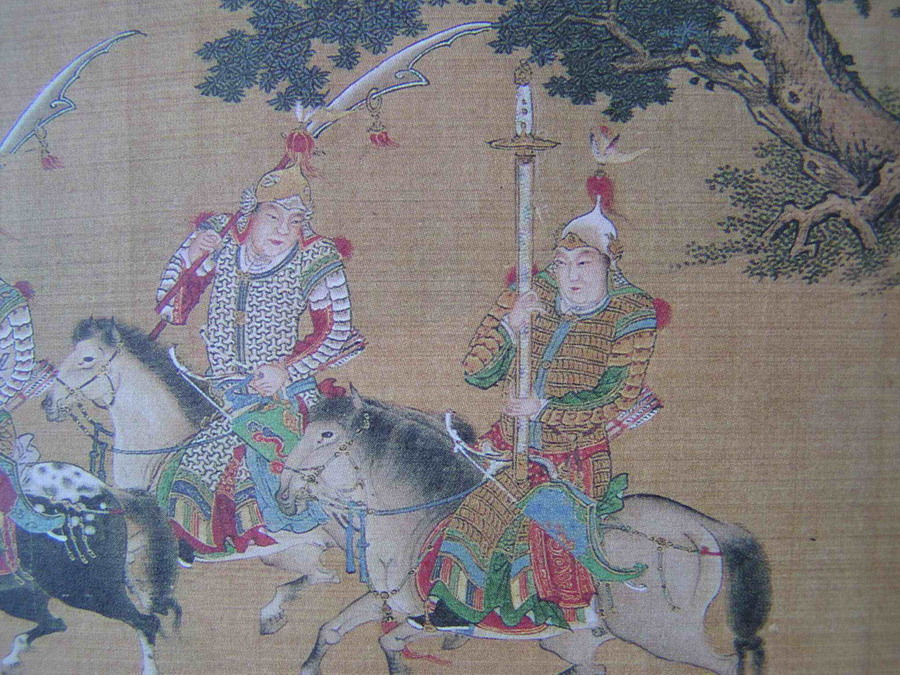
Вершники на картині династії Мін в броні типу гори

Кольчужна броня була введена в Китаї, коли її союзники в Центральній Азії віддали данину імператору династії Тан в 718 році, включаючу обладунки, які імовірно є кольчужними. Китай вперше зіткнувся з кольчугою в 384 році н. е., коли його союзник народ Купи прибули в «броні, схожою на ланцюги». В той же час в Китаї була імпортована кольчуга, основним джерелом якої була Персія, але вона не отримала широкого розповсюдження. До династій Юань і Мін, кольчужна броня була дуже дорогою і престижною, як правило її носили дворяни і ті, хто міг собі це дозволити. Для рядових воїнів використовували набагато дешевші, більш знайомі, більш прості у виготовленні і менш трудомісткі, типи зброї такі як ламелярні обладунки. Ці типи броні краще відповідали потребам китайців, яким доводилося швидко виробляти велику кількість броні для своїх сил у випадках повстання або вторгнення іноземної армії.

## Пізній китайський обладунок

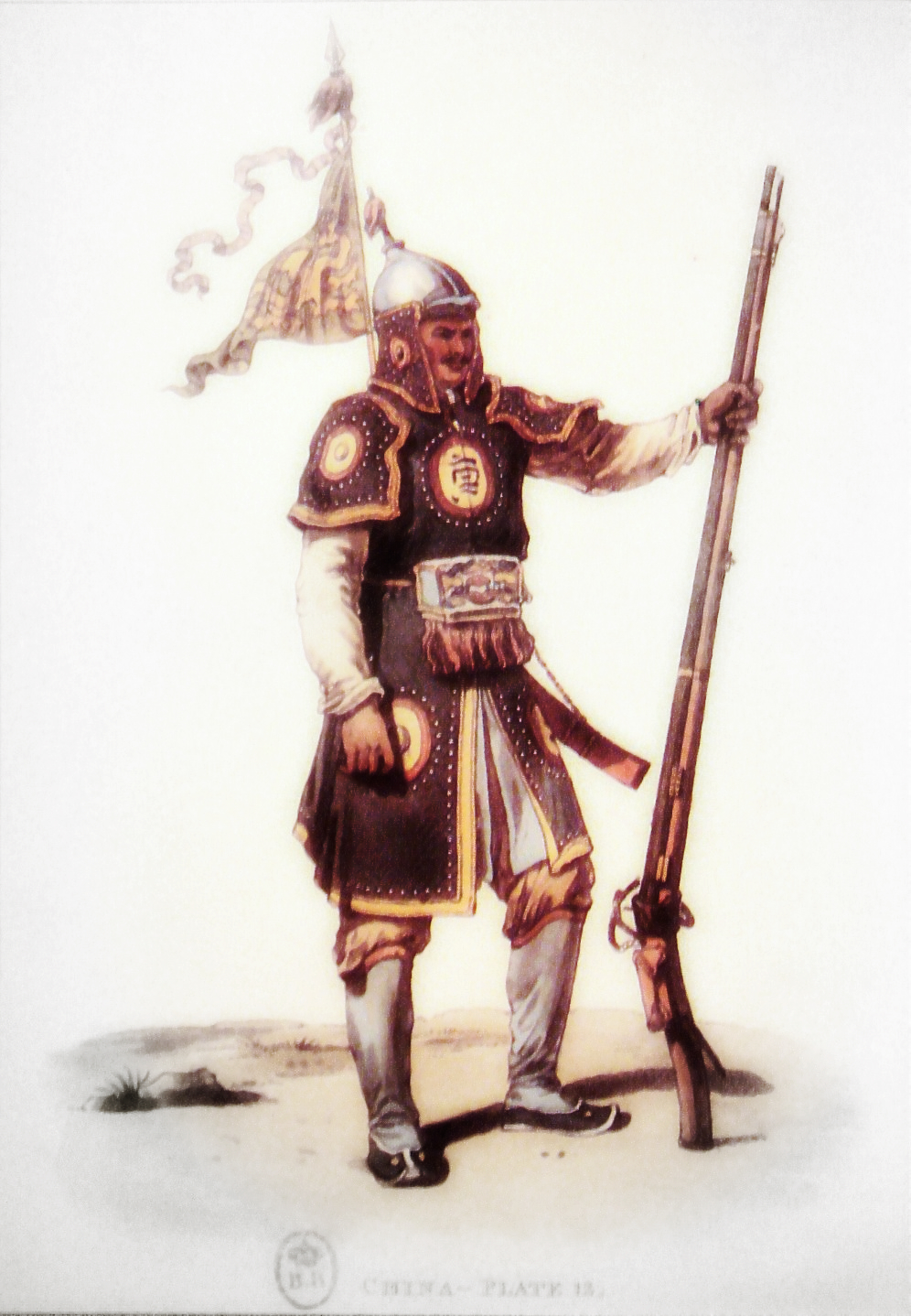
Солдат епохи правління імператора Хунлі, Династія Цін, малюнок, 1793 рік

До XIX століття більшість обладунків носили в основному для церемоніальних цілей, як показник звання і статусу. Тип броні, який в основному використовувався, була бригантина (dingjia; 釘 甲), тип броні, що складається зі шкіри або тканини, обшитою металевими пластинами зсередини. Іноді пластини виготовлялися різних розмірів і форм, щоб забезпечити максимальний захист. Китайська бригантина складається з п'яти частин: жилета, наплічників, спідниці, пахви і пахової секції. Навпаки, корейська версія цієї броні - це цілий неподільний шматок матерії. Бригантина вперше з'явилися в Китаї і Кореї в XII столітті н. е. і використовувалися аж до XIX століття. Використання броні стало знижуватися після введення вогнепальної зброї. Більшість китайських солдатів того часу не носили ніяких обладунків і в основному носили одяг в цивільному стилі.

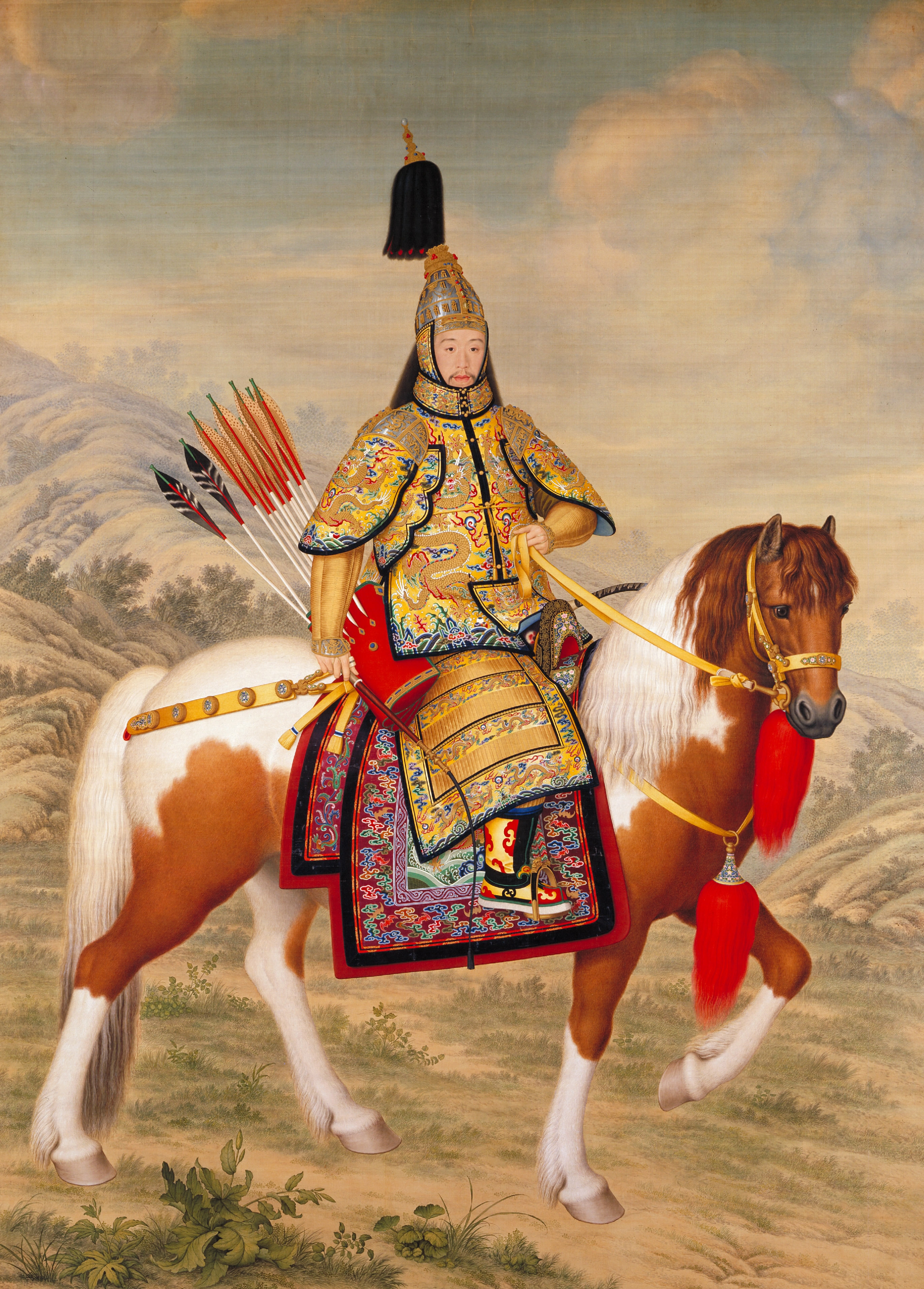
Китайський імператор Хунлі (1735-1796 рік), в парадному обладунку. Картина Джузеппе Кастільйоне

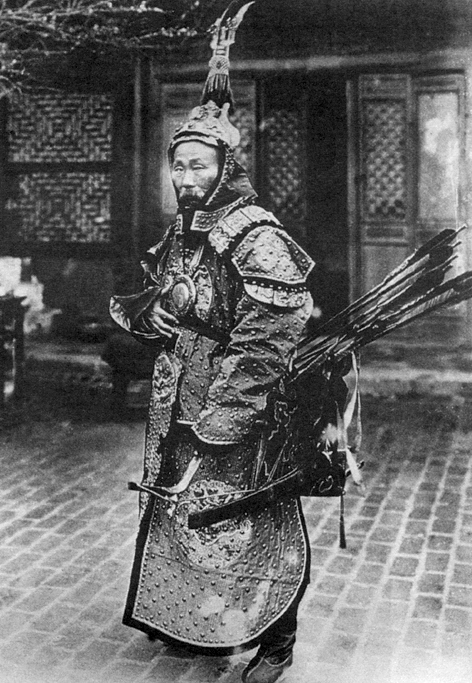
Династія Цін генерал Су Юаньчунь в обладунках, 1896 рік

## Обладунки типу «Бригантина»
Відомий зброяр Михайло Горелик приписує винахід обладунків типу бригантини, званих на Русі куяком або ще тилягою, китайцям, які, на його думку, впровадили їх близько VIII століття нашої ери парадною бронею, яка поєднувала декоративність і високі захисні властивості. Вони представляли собою одяг з щільної тканини, посилений прикріпленими зсередини металевими пластинами, розташованими з частковим перекриттям один одного. Горелик також стверджує, що такі обладунки отримали масове поширення в Східній Азії лише в XIII столітті, а потім були принесені монголами в Східну і Західну Європу, де стали основою для місцевих варіантів — руського «куяку» і західноєвропейської «бригантини». Для китайської і монгольської традиції характерні бригантини з металевими пластинами, «захованими» (за винятком зерцала) під шаром тканини, в той час, як в руській традиції пластини нерідко, хоч і не завжди, кріпилися «напоказ» поверх основи.

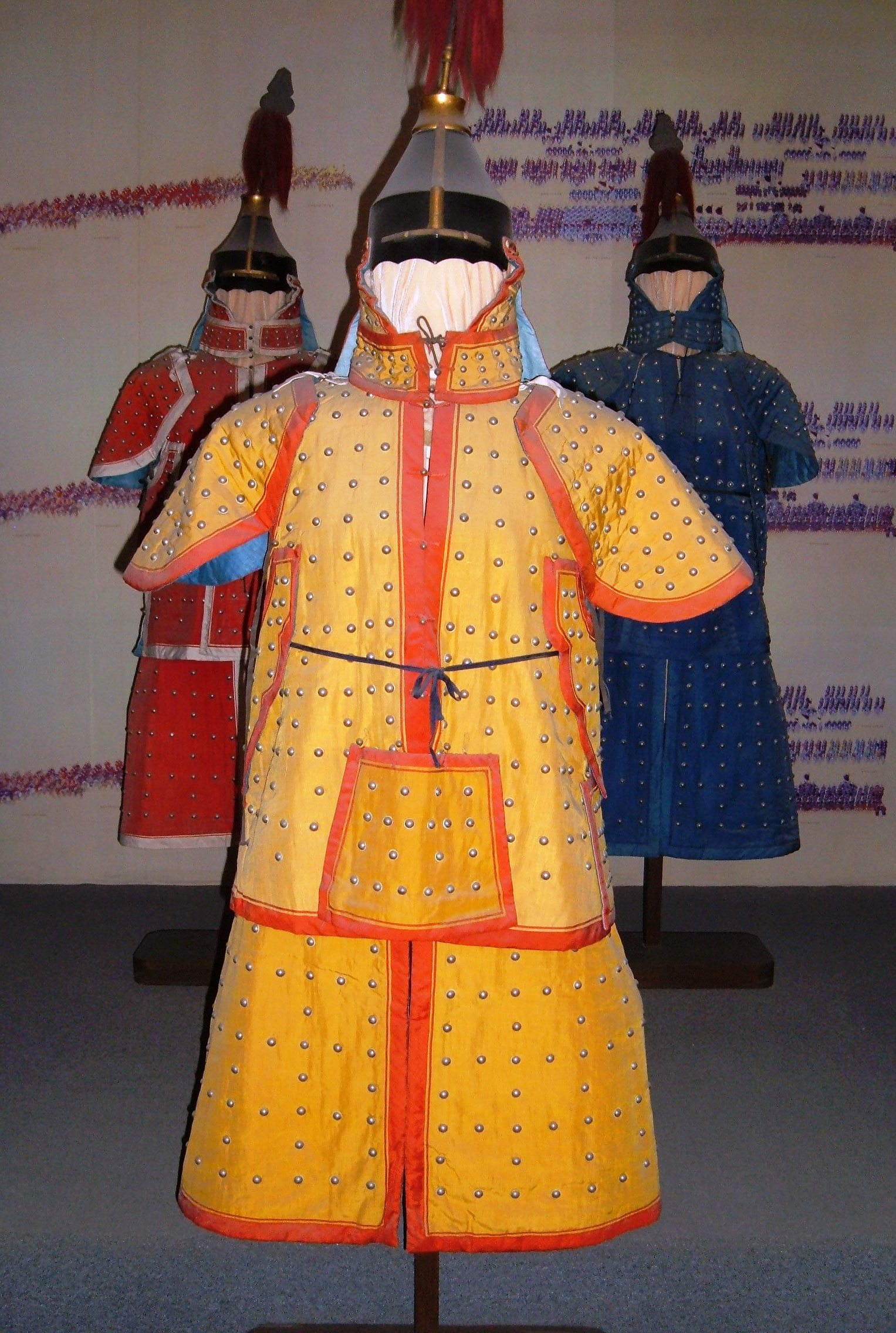
Китайський обладунок з внутрішнім розташуванням пластин (або, ймовірно, вже зовсім без них). Династія Цін
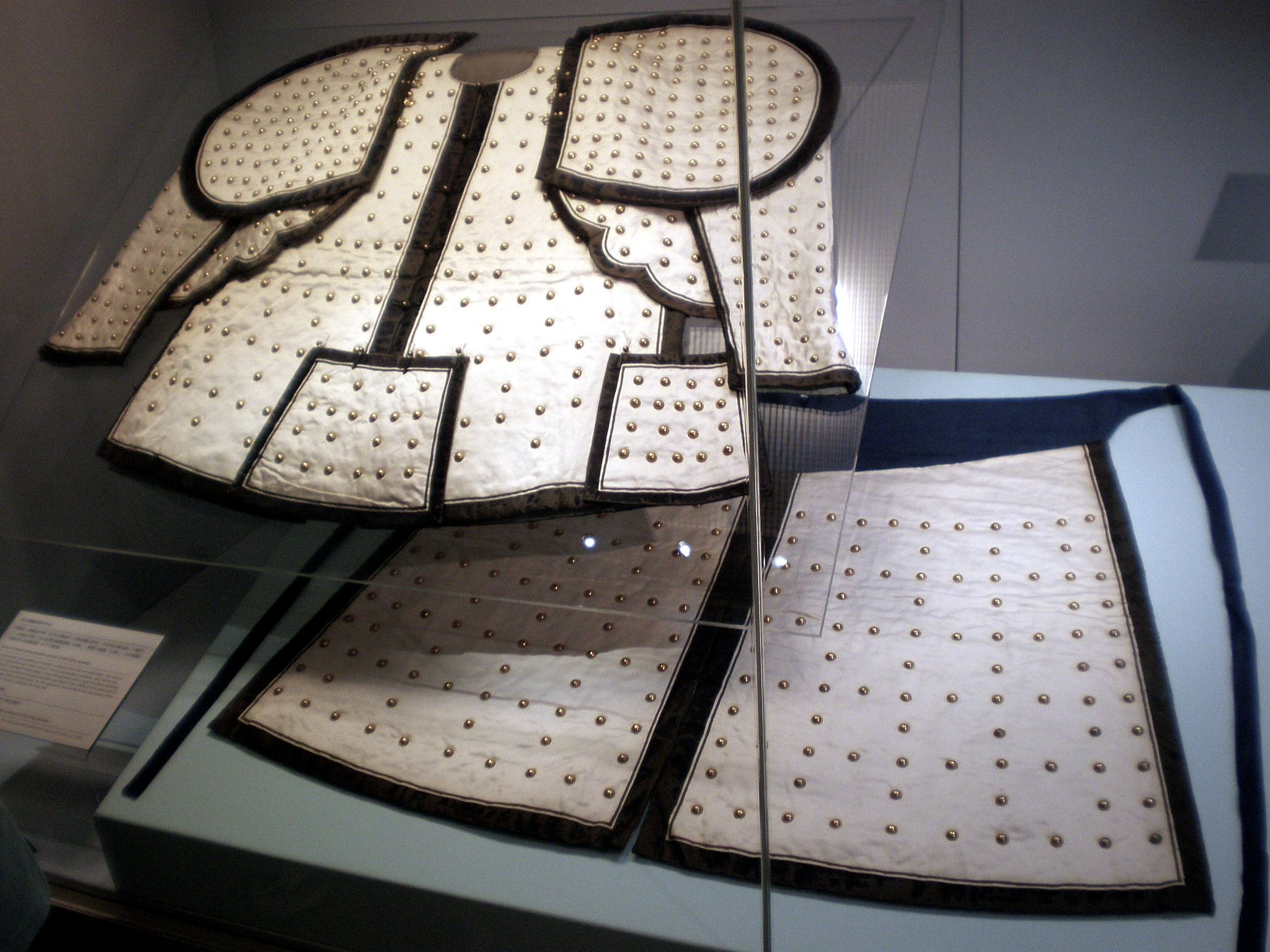
Пізній китайський обладунок типу бригантана з рукавами, наплічниками та окремим подолом, що виконує роль набедренників. Обтягнутий дорогим сатином і вже не має пластин, тільки великі заклепки. Династія Цін

Зовні бригантини мали шар кольорової тканини. Багато з них були дуже декоративні, прикрашені вишивкою, обтягнуті дорогими тканинами і великими фігурними головками заклепок, в цілому швидше нагадуючи дорогий одяг, ніж обладунки. Саме це зумовило їх популярність як офіцерські і парадні обладунки. Після широкого поширення вогнепальної зброї бригантина практично втратила свої захисні функції. Тому китайські бригантини XVIII-XIX століть пластин вже зазвичай не мали (часто заклепки залишалися в якості декоративного елемента) і по суті були просто військовою — головним чином парадною — формою, яка забезпечувала захист на рівні російського тегиляю або європейського гамбезона.